# 奧克維爾鎮區 (密蘇里州聖路易斯縣)
奧克維爾鎮區（英語：Oakville Township）是位於美國密蘇里州聖路易斯縣的一個行政鎮區。

## 地方資料
奧克維爾鎮區的面積為46.84平方千米，當中陸地面積為41.85平方千米，而水域面積為4.99平方千米。根據2020年美國人口普查的數據，當地共有人口36927人，而人口密度為每平方千米788.36人。